# Hamre på Osterøy
Hamre er en bygd i Osterøy kommune i Hordaland fylke i Norge. Den ligger ved Osterfjorden længst mod vest på den nordlige del af øen Osterøy. Fv365 går gennem bygden. Hamre herredskommune var frem til 1964 en selvstændig kommune, der lå på både nord- og sydsiden af Osterfjorden og omfattede Alversund, Meland, Hamre og Åsane sogne.
Hamre er det ældste kirkested i Osterøy. På dette sted har der stået en stavkirke fra cirka år 1024. Kirken var hovedkirke for hele Nordhordland. Stavkirken blev nedrevet, da den nuværende Hamre kirke blev bygget omkring 1620. Kirken er delvis ombygget i 1859 og restaureret i 1940'erne. Indvendig er der en døbefont i klæbersten, som er det ældste inventar. Den er fra omtrent år 1250. Det næstældste i kirken er hoveddelen af et alterskab fra middelalderen. Dette er lavet i Lübeck omkring år 1480.
60°32′42″N 5°21′1″Ø / 60.54500°N 5.35028°Ø